# Thomas Macdonough
Thomas Macdonough (21 décembre 1783 - 10 novembre 1825) fut un capitaine de l'United States Navy.

## Biographie
Major Thomas Macdonough senior, le père du capitaine Thomas Macdonough, vivait dans une ferme dénommée "The Trap", dans le comté de New Castle, dans le Delaware. Il a reçu une éducation contemporaine, mais il reste incertain s'il a assisté à toute sorte d'écoles. Il était un commandant dans l'armée continentale. Le grand-père de Macdonough, également nommé Thomas Macdonough, a vécu en Irlande non loin de Dublin. Il était protestant.
Thomas Macdonough Jr. est né dans le comté de New, dans le Delaware, qui plus tard a été nommé MacDonough, en son honneur. Il a été employé à Middletown en tant que commis après le retour de son frère James, qui a perdu une jambe dans une bataille navale avec un navire français en 1799 lors de la guerre avec la France.
Avant de rejoindre la Marine, Thomas, pour des raisons inconnues, a changé l'orthographe de son nom de «McDonough» à «MacDonough. Le 27 mai 1800 à l'âge de seize ans Macdonough sert comme aspirant à bord du corvette USS Ganges, converti d'un vaisseau marchand et équipé pour la guerre.
Sous le commandement du capitaine John Mullowny, le Gange s'embarqua pour les Indes occidentales. Pendant les opérations, il a capturé trois navires marchands français entre mai et septembre. Lorsque les hostilités entre les États-Unis et la France. Macdonough a été affecté à l'USS Constellation, une frégate de 38 canons. Commandée par Alexander Murray, le Constellation était sur le point de se lancer dans sa mission dans la mer Méditerranée. Tout en servant à bord Constellation il a reçu une formation approfondie de Murray dans le matelotage, la navigation, l'artillerie et d'autres sciences nautiques à l'amélioration de son service comme officier subalterne.
Il est promu au grade de lieutenant pour sa participation au raid sur Philadelphie, Macdonough sert à bord du brick USS Syren. Il supervise ensuite la construction de plusieurs canonnières à Middletown, dans le Connecticut. En janvier 1806 Macdonough est promu à une commission de lieutenant.
En tant que commandant de l'USS Wasp, Macdonough patrouille dans les eaux près de la Grande-Bretagne et divers points de la Méditerranée. Il revient en l'Amérique et applique la loi sur les embargos, et le blocus de l'Atlantique, de 1807 à 1808.
En 1809, il sert avec le capitaine Smith à bord de l'USS Essex. Macdonough retourné à Middletown, dans le Connecticut, et est responsable de plusieurs canonnières. À Middletown, Macdonough rencontre sa future épouse, Ann Shaler.
Avec l'abrogation de la loi sur les embargos, le rôle de la marine est devenue moins active, avec un cinquième de ses officiers partent en congé avec une demi-solde. Macdonough reste à Middleton pour seulement huit mois avant et demande un congé en juin 1810. De 1810 à 1812, Macdonough prend un congé de deux ans et devient capitaine d'un navire marchand britannique qui était en route vers l'Inde.
Au début de la guerre de 1812, les forces navales américaines étaient réduites, ce qui permit aux Britanniques de faire beaucoup de progrès dans les Grands Lacs et le nord de New York. Les rôles joués par les commandants comme Oliver Hazard Perry dans le lac Érié et Isaac Chauncey dans le lac Ontario et Thomas Macdonough au lac Champlain sont toutes révélées vitales pour l'effort de guerre sur les lacs qui était en grande partie responsable de la préservation du territoire américain au cours de cette guerre.
Affecté à l'USS Constellation, en tant que premier lieutenant, Macdonough se remet en service actif juste avant le déclenchement de la guerre en juin 1812. Le navire à ce moment était équipé et livré à Washington, DC, pour sa prochaine mission, mais il était encore loin d'être prêt. En outre, il n'a pas échappé au blocus britannique de la baie de Chesapeake jusqu'en 1814.
Sa demande de transfert vers un front plus actif, Macdonough a été affecté à la commande d'un escadron de canonnières pour la défense de Portland, dans le Maine. Son séjour a été bref quand il a reçu de nouvelles commandes du Secrétaire de la Marine. Macdonough a été réaffecté à Burlington, dans le Vermont au commandement des forces navales US dans le lac Champlain en octobre 1812.
Prenant congé de son affectation au lac Champlain, Macdonough épousa Lucy Anne Shaler le 12 décembre 1812 à l'église Christ à Middletown par l'évêque Abraham Jarvis.
Le 2 juin 1813, Macdonough devient capitaine du USS Growler, pour se prémunir contre les avances britanniques à la frontière canadienne proche de la rivière Richelieu. Après avoir enduré quatre heures de bataille, Macdonough a finalement été contraint à l'abandon.